# Saint-Julien-d'Eymet
Saint-Julien-d'Eymet är en kommun i departementet Dordogne i regionen Nouvelle-Aquitaine i sydvästra Frankrike. Kommunen ligger i kantonen Eymet som tillhör arrondissementet Bergerac. År 2018 hade Saint-Julien-d'Eymet 121 invånare.

## Befolkningsutveckling
Antalet invånare i kommunen Saint-Julien-d'Eymet
Referens:INSEE